# آنتونی دی فرانچیشی
آنتونی دی فرانچیشی (انگلیسی: Anthony de Francisci; ۱۳ ژوئیهٔ ۱۸۸۷ – ۲۰ اوت ۱۹۶۴) مجسمه‌ساز اهل ایالات متحده آمریکا بود.